# 물리유기화학
물리유기화학(Physical organic chemistry)은 1940년 루이스 해멧(Louis Hammett)이 만든 용어이며 화학 구조와 반응성 사이의 관계에 초점을 맞추는 유기 화학 분야를 말하며, 특히 물리 화학의 실험 도구를 유기 분자 연구에 적용한다. 연구의 특정 초점에는 유기 반응 속도, 출발 물질의 상대적인 화학적 안정성, 반응 중간체, 전이 상태 및 화학 반응 생성물, 화학 반응성에 영향을 미치는 용매화 및 분자 상호 작용의 비공유적 측면이 포함된다. 이러한 연구는 용액 또는 고체 상황에서 구조의 변화가 관심 있는 각 유기 반응에 대한 반응 메커니즘 및 속도에 어떤 영향을 미치는지 이해하기 위한 이론적이고 실용적인 프레임워크를 제공한다.